# Niphadoses elachia
Niphadoses elachia là một loài bướm đêm trong họ Crambidae.